# لوبسه
لوبسه (به آلمانی: Lübesse) یک شهر  در آلمان است که در لودویگسلوست-پارشیم واقع شده‌است. لوبسه ۷۷۶ نفر جمعیت دارد.